# Монтекрестезе
Монтекрестезе (італ. Montecrestese, п'єм. Moncrestés) — муніципалітет в Італії, у регіоні П'ємонт,  провінція Вербано-Кузіо-Оссола.
Монтекрестезе розташоване на відстані близько 590 км на північний захід від Рима, 140 км на північ від Турина, 36 км на північний захід від Вербанії.
Населення — 1258 осіб (2014).
Щорічний фестиваль відбувається 15 серпня. Покровителька — Богородиця Небовзята.

## Демографія
Населення за роками:

Станом на 1 січня 2023 року в муніципалітеті офіційно проживали 34 іноземці з 11 країн, серед них 6 громадян країн Євросоюзу та 18 громадян України.

## Сусідні муніципалітети
- Кампо-(валлемаджа)
- Креволадоссола
- Кродо
- Мазера
- Премія
- Санта-Марія-Маджоре